# Sarah Flack
Pour les articles homonymes, voir Flack.
Sarah Flack est une monteuse américaine.

## Biographie
Elle a commencé à travailler dans le cinéma en tant qu'assistante de production sur Kafka (1991), de Steven Soderbergh. Elle est rapidement passée au département montage. Elle a notamment collaboré depuis lors avec les réalisateurs Steven Soderbergh et Sofia Coppola. Elle a remporté en 2004 le British Academy Film Award du meilleur montage pour Lost in Translation, et en 2012 l'Emmy Award du meilleur montage à caméra unique pour une minisérie, un téléfilm ou un programme spécial pour Cinema Verite. Elle est membre de l'American Cinema Editors.
En 2017 elle est membre du jury du 52e Festival international du film de Karlovy Vary.

## Filmographie
- 1996 : Schizopolis, de Steven Soderbergh
- 1999 : Lush, de Mark Gibson
- 1999 : L'Anglais, de Steven Soderbergh
- 2000 : Blair Witch 2 : Le Livre des ombres, de Joe Berlinger
- 2002 : Full Frontal, de Steven Soderbergh
- 2002 : Swimfan, de John Polson
- 2003 : Lost in Translation, de Sofia Coppola
- 2005 : The Baxter, de Michael Showalter
- 2006 : Dave Chappelle's Block Party, de Michel Gondry (documentaire)
- 2006 : Marie-Antoinette, de Sofia Coppola
- 2007 : Coup de foudre à Rhode Island, de Peter Hedges
- 2009 : Away We Go, de Sam Mendes
- 2010 : Somewhere, de Sofia Coppola
- 2011 : Cinema Verite, (téléfilm), de Shari Springer Berman et Robert Pulcini
- 2013 : The Bling Ring, de Sofia Coppola
- 2014 : St. Vincent, de Theodore Melfi
- 2015 : A Very Murray Christmas de Sofia Coppola